# Adavere
Adavere är en ort i Estland. Den ligger i Põltsamaa kommun och landskapet Jõgevamaa, i den centrala delen av landet, 100 km sydost om huvudstaden Tallinn. Adavere ligger 69 meter över havet och antalet invånare är 646.
Terrängen runt Adavere är mycket platt. Runt Adavere är det glesbefolkat, med 20 invånare per kvadratkilometer. Närmaste större samhälle är Põltsamaa, 7,2 km sydost om Adavere. Omgivningarna runt Adavere är en mosaik av jordbruksmark och naturlig växtlighet.